# District de Thốt Nốt
Thốt Nốt est un district de Cần Thơ dans le delta du Mékong au sud du Viêt Nam. 

## Géographie
La superficie du district est de 171 km2.
Le chef-lieu du district est Thốt Nốt.